# Rougeotiana praeclararia
Rougeotiana praeclararia är en fjärilsart som beskrevs av Walker 1862. Rougeotiana praeclararia ingår i släktet Rougeotiana och familjen mätare. Inga underarter finns listade.